# Канижское восстание
Кани́жское восстание — вооружённое выступление крестьян Елисаветградского уезда Херсонской губернии в мае-июне 1918 года против австрийских войск и администрации Украинской державы гетмана Скоропадского.

## История
Поводом к восстанию стала расправа австрийского военного подразделения над крестьянами села Павловка, в которое с ними возвратился в 1918 году бывший помещик Луценко. После того, как австрийские солдаты оставили село, павловцы убили помещика и его управляющего и обратились за помощью к жителям соседнего села Каниж
На сходе представителей Владимирской, Канижской и Панчевской волостей в селе Каниж было решено начать вооружённую борьбу против австрийской и гетманской администрации. Повстанцы сформировали отряд численностью 700 человек. Командиром отряда стал большевик П. Данилов, начальником штаба стал М. Сушко-Сущенко. 20 мая 1918 года повстанцы уничтожили австрийский отряд у села Веселовка и повели наступление на село Арсенивку, у которого были сосредоточены значительные силы австрийцев. Ряды повстанцев к этом периоду достигли 3 тысяч человек, но победить хорошо вооружённые австрийские войска они не смогли и вынуждены были отступать до Канижа. 3 июня австрийские войска вступили в Каниж, в котором ими было казнено 117 человек, из которых 109 расстреляно, и 8 — повешено на лопастях мельницы, возле которой восставшие были окружены. Около полутора тысяч повстанцев прорвало окружение и отступило в леса.